# Lawrence (Massachusetts)
Lawrence je město ležící v okrese Essex ve státě Massachusetts na řece Merrimack. Při sčítání lidu v roce 2020 mělo město 89 143 obyvatel. Okolní obce zahrnují Methuen na severu, Andover na jihozápadě a North Andover na východě. Lawrence a Salem byly sídly okresů Essex County, dokud stát Massachusetts v roce 1999 nezrušil okresní správu. Lawrence je součástí údolí Merrimack Valley.
Ve městě se vyrábí elektronická zařízení, textil, obuv, papírové výrobky, počítače a potraviny. Lawrence bylo bydlištěm básníka Roberta Frosta po dobu jeho prvních školních let; jeho eseje a básně byly poprvé publikovány v časopise místní střední školy.